# Сини Американської революції

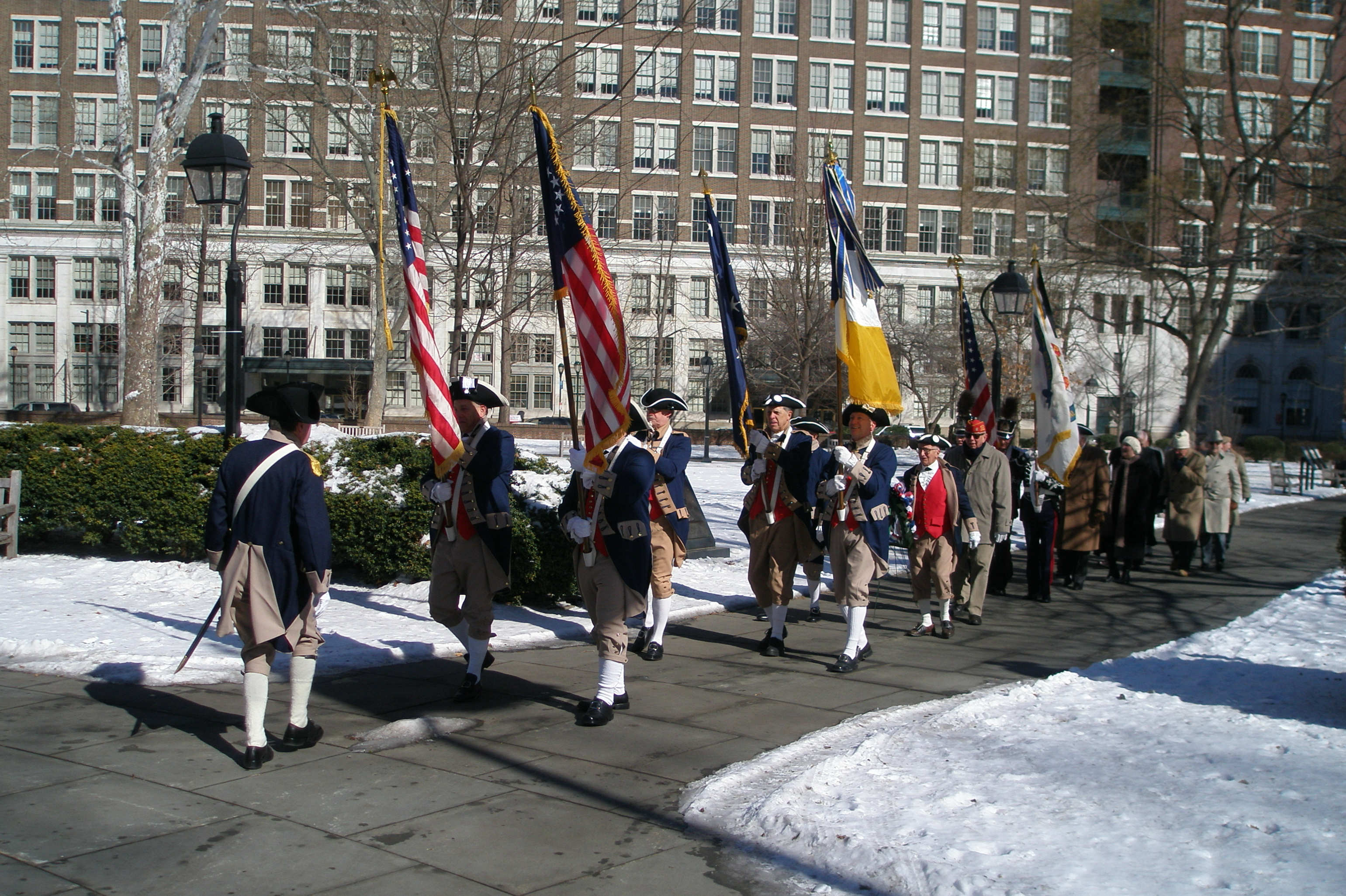
Філадельфійський національний підрозділ САР на церемонії, присвяченій Дню народження Джорджа Вашингтона, на могилі невідомого солдата у Вашингтон-сквері Філадельфія

Національне товариство Синів Американської Революції (англ. National Society of the Sons of the American Revolution, САР) — патріотична організація зі штаб-квартирою у Луїсвілі, США. Є некомерційним об'єднанням, що пропагандує «підтримку й розширення засад свободи Америки, визнання істинного патріотизму, повагу до національних символів і значення американського громадянства».
Першу організацію нащадків патріотичної війни було започатковано у Сан-Франциско у 1876 році. Біля витоків САР стояла група, що зібралась на святкування сторіччя Декларації незалежності США.

## Членство
Шлях до САР було відкрито будь-якій повнолітній особі з «гарною репутацією», яка могла довести свої родинні зв'язки з людиною, яка брала активну участь у боротьбі за незалежність США. 
Нині кількість членів організації становить близько 28 000 чоловік у понад 500 регіональних підрозділах у 50 штатах США, а також місцевих осередках в Канаді, Мексиці, Франції, Німеччині, Швейцарії та Великій Британії. З моменту заснування САР членами цієї організації були понад 175 000 чоловік.

### Найвідоміші члени
- Гейл Боггс — лідер більшості палати представників США[2]
- Джордж Герберт Вокер Буш — Президент США[3]
- Джордж Буш молодший — Президент США[3]
- Хуан Карлос I — король Іспанії[4]
- Джиммі Картер — Президент США[3]
- Вінстон Черчилль — Прем'єр-міністр Великої Британії[5]
- Калвін Кулідж — Президент США[3]
- Дуайт Ейзенхауер — Президент США[3]
- Джеральд Форд — Президент США[3]
- Улісс Грант — Президент США[6]
- Воррен Гардінг — Президент США [3]
- Бенджамін Гаррісон — Президент США [3]
- Резерфорд Хейз — Президент США [3]
- Герберт Гувер — Президент США [3]
- Ліндон Джонсон — Президент США [3]
- Дуглас Макартур — американський генерал[7]
- Вільям Мак-Кінлі — Президент США [3]
- Франклін Рузвельт — Президент США [3]
- Теодор Рузвельт — Президент США [3]
- Вільям Говард Тафт — Президент США [3]
- Гаррі Трумен — Президент США [3]